# Volgacuma telmatophora
Volgacuma telmatophora is een zeekommasoort uit de familie van de Pseudocumatidae. De wetenschappelijke naam van de soort is voor het eerst geldig gepubliceerd in 1912 door Derzhavin.